# مژدورچنسکی (استان آرخانگلسک)
مژدورچنسکی (به لاتین: Mezhdurechensky) یک منطقهٔ مسکونی در روسیه است که در استان آرخانگلسک واقع شده‌است.